# Hubojedy
Hubojedy je malá vesnice, část obce Mladějov v okrese Jičín. Nachází se asi 1,5 km na jih od Mladějova. V roce 2014 zde bylo evidováno 39 adres. V roce 2001 zde trvale žilo 51 obyvatel.
Hubojedy je také název katastrálního území o rozloze 1,78 km².